# Dirk Raphael
Dirk Hans Raphael (* 27. November 1953 in Dortmund) ist ein deutscher Arzt und Sanitätsoffizier der Bundeswehr im Dienstgrad Generalstabsarzt im Ruhestand. Raphael war in letzter Verwendung von 1. Januar 2013 bis 24. November 2016 Kommandeur im neu aufgestellten Kommando Regionale Sanitätsdienstliche Unterstützung in Diez.

## Leben
Raphael besuchte von 1964 bis 1972 die Lessing-Schule in Bochum und trat im Anschluss als Offizieranwärter der Luftwaffe seinen Wehrdienst in Fürstenfeldbruck an, entschied sich dann aber für den Wechsel in die Laufbahn der Sanitätsoffizieranwärter. Das Studium der Humanmedizin absolvierte er von 1973 bis 1979 an der Universität Mainz, das Praktikumsjahr am Bundeswehrzentralkrankenhaus Koblenz. In der Verwendung als Fliegerarzt beim Jagdbombergeschwader 31 bis 1982 erfolgte 1981 die Beförderung zum Oberstabsarzt. Nach einer Weiterbildung im Fach Innere Medizin am Bundeswehrsanitätszentrum (heute Facharztzentrum) Bonn wurde er 1983 Fliegerarzt beim Tri-National Tornado Training Establishment (TTTE) im englischen Cottesmore, wo er mit der Betreuung der deutschen Soldaten beauftragt war. 1985 wurde er zum Oberfeldarzt befördert und wurde 1986 Staffelchef der Luftwaffensanitätsstaffel des Jagdbombergeschwaders 41 in Husum. 1993 war er Dezernatsleiter im Personalamt der Bundeswehr und wurde im gleichen Jahr Personalreferent in der Abteilung Personal des Bundesministeriums der Verteidigung (BMVg). 1996 wurde er zum Oberstarzt befördert und auf den Dienstposten des Leiters Bundeswehrsanitätszentrum versetzt, ein Jahr später wurde er Dezernatsleiter im Personalamt. Während seiner Folgeverwendungen als Referatsleiter im Führungsstab des Sanitätsdienstes nahm er am ISAF-Einsatz in Kabul teil. Mit der Versetzung auf den Dienstposten des Kommandeurs der Sanitätsakademie der Bundeswehr 2006 wurde er zum Generalarzt befördert. Von 2008 bis zum 30. September 2012 war er Stabsabteilungsleiter II im BMVg. Für drei Monate war er ab 1. Oktober 2012 Abteilungsleiter B im Kommando Sanitätsdienst der Bundeswehr.
Von Januar 2013 bis November 2016 war Raphael Kommandeur im Kommando Regionale Sanitätsdienstliche Unterstützung. Die Beförderung zum Generalstabsarzt erfolgte am 27. März 2013. Am 24. November 2016 übergab er seinen Dienstposten an Generalarzt Armin Kalinowski und trat nach 44 Jahren Dienst in der Bundeswehr in Ruhestand.